# 65672 Merrick
65672 Merrick è un asteroide areosecante della fascia principale. Scoperto nel 1988, presenta un'orbita caratterizzata da un semiasse maggiore pari a 2,3860840 UA e da un'eccentricità di 0,2732039, inclinata di 24,32006° rispetto all'eclittica.